# Себишта
Себишта или Себиште (алб. Sebisht) је насељено место у општини Либражд у округу Елбасан, Албанија. Према попису из 1989. године било је 509 становника.
Према бугарском географу и историчару, Василу Канчову, у Себишту је 1900. године живело 360 Словена хришћана и 400 Словена муслимана. Српски етнограф Миленко Филиповић, 1940 године наводи да је у Себишту било 115 кућа Словена муслимана и 45 кућа Словена православаца.